# NGC 5919
NGC 5919 est une vaste et lointaine galaxie elliptique située dans la constellation du Serpent. Sa vitesse par rapport au fond diffus cosmologique est de 14 040 ± 12 km/s, ce qui correspond à une distance de Hubble de 207 ± 15 Mpc (∼675 millions d'al). NGC 5919 a été découverte par l'astronome américain Lewis Swift en 1887.
Selon la base de données Simbad, NGC 5919 est une radiogalaxie.
À ce jour, une mesure non basée sur le décalage vers le rouge (redshift) donne une distance d'environ 218,000 Mpc (∼711 millions d'al). Cette valeur est à l'intérieur des valeurs de la distance de Hubble. Notons cependant que c'est avec la valeur moyenne des mesures indépendantes, lorsqu'elles existent, que la base de données NASA/IPAC calcule le diamètre d'une galaxie et qu'en conséquence le diamètre de NGC 5919 pourrait être d'environ 69,0 kpc (∼225 000 al) si on utilisait la distance de Hubble pour le calculer.